# Gare de La Rivière
La gare de La Rivière est une gare ferroviaire française de la ligne de Frasne à Verrières-de-Joux (frontière), située sur le territoire de la commune de La Rivière-Drugeon, dans le département du Doubs, en région Bourgogne-Franche-Comté. 
C'est une halte de la Société nationale des chemins de fer français (SNCF), desservie par des trains TER Bourgogne-Franche-Comté.

## Situation ferroviaire
Établie à 831 mètres d'altitude, la gare de La Rivière est située au point kilométrique (PK) 441,731 de la ligne de Frasne à Verrières-de-Joux (frontière), entre les gares de Frasne et de Sainte-Colombe.

## Fréquentation
La fréquentation de la gare est détaillée dans le tableau ci-dessous :
|           | 2015   | 2016   | 2017   | 2018   | 2019   | 2020   | 2021   | 2022   | 2023   |
| --------- | ------ | ------ | ------ | ------ | ------ | ------ | ------ | ------ | ------ |
| Voyageurs | 17 667 | 18 742 | 23 565 | 23 125 | 24 754 | 26 061 | 28 364 | 30 392 | 19 451 |

## Service des voyageurs

### Accueil
Halte SNCF, c'est un point d'arrêt non géré (PANG) à accès libre. Elle dispose d'un abri de quai installé en 2007.

### Desserte
La gare est desservie par des trains régionaux du réseau TER Bourgogne-Franche-Comté circulant entre Pontarlier et Frasne et dont certains sont prolongés à Dole ou Dijon, au rythme de 3 allers-retours.
| Origine              | Arrêt précédent | Train | Train                       | Train | Arrêt suivant  | Destination |
| -------------------- | --------------- | ----- | --------------------------- | ----- | -------------- | ----------- |
| Dole-Ville ou Frasne | Frasne          |       | TER Bourgogne-Franche-Comté |       | Sainte-Colombe | Pontarlier  |

### Intermodalité
La gare est également desservie par des cars du même réseau TER effectuant la relation Pontarlier - Frasne en complément de la desserte par train.

## Galerie de photographies

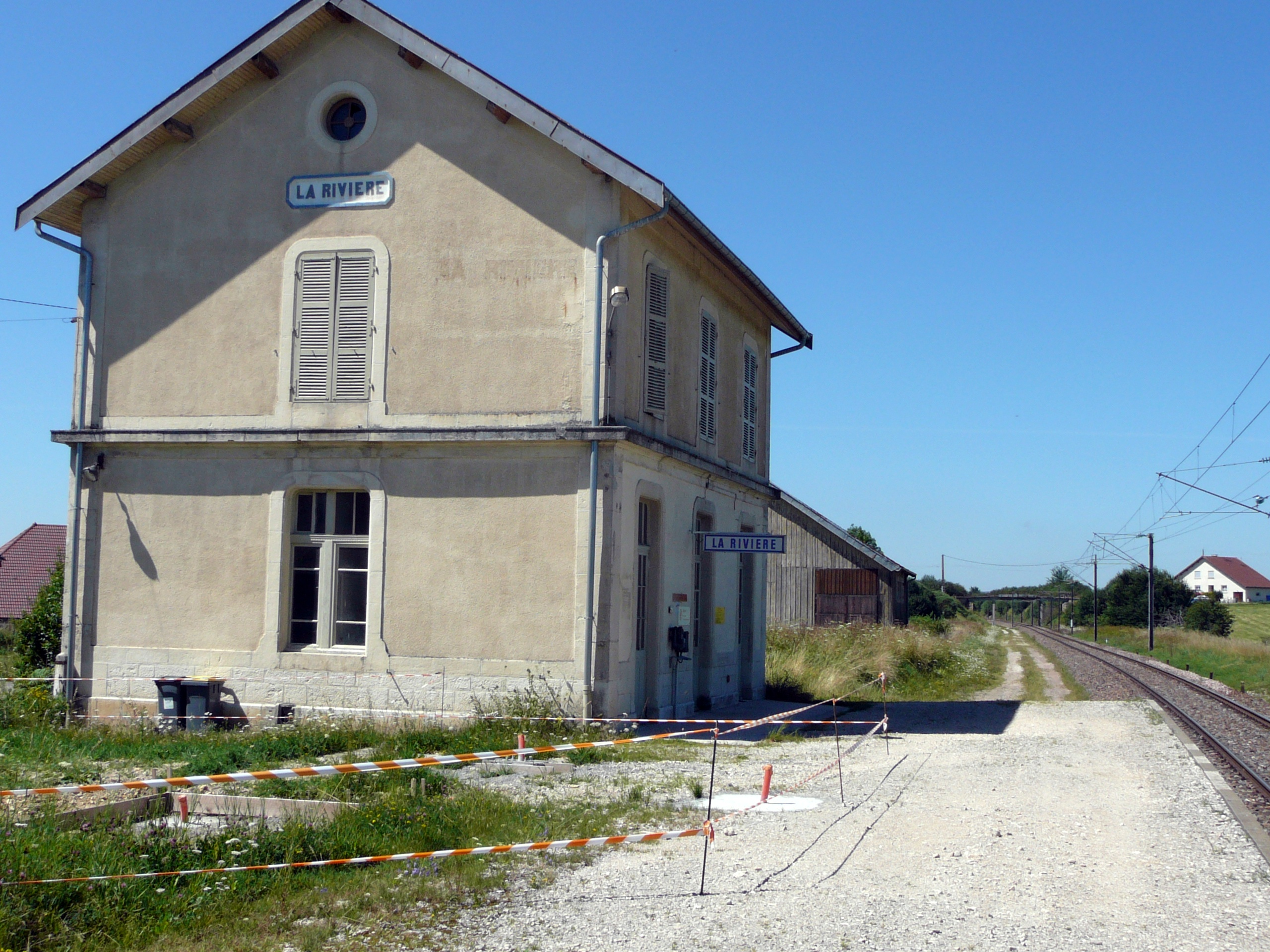
Bâtiment voyageurs et quai vus vers Frasne.
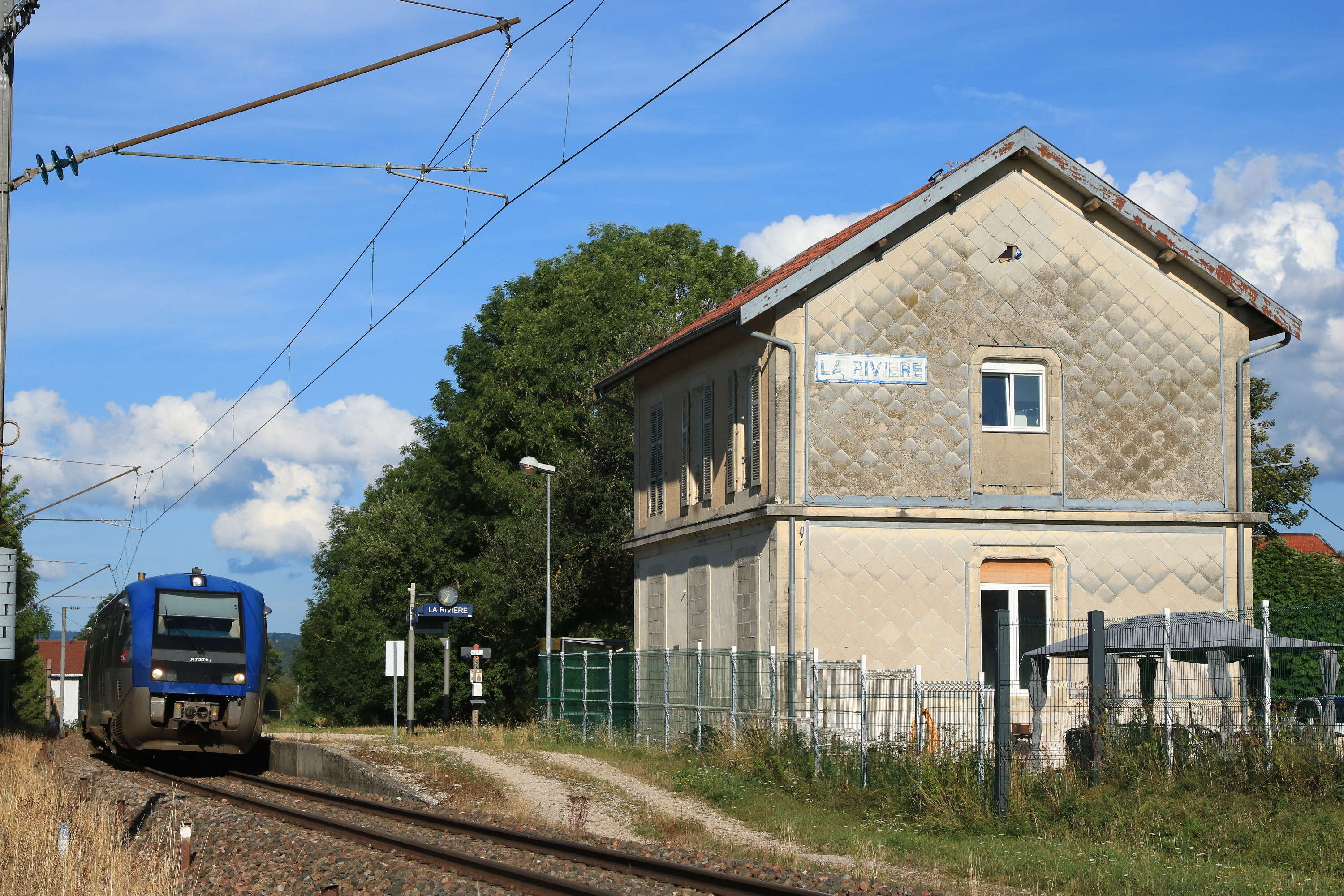
Bâtiment voyageurs et ATER à quai, vus vers Pontarlier.
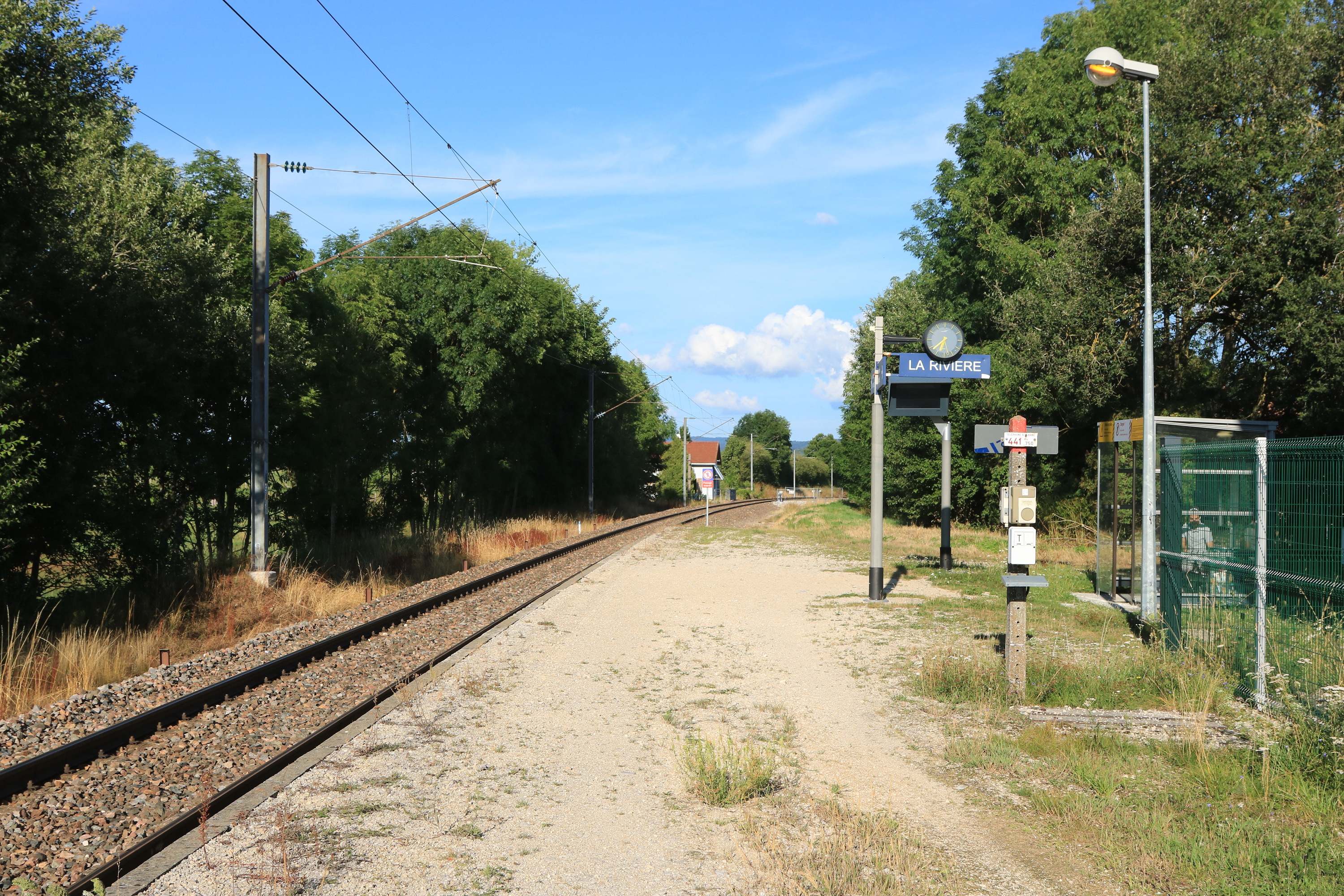
Quai vu vers Pontarlier.